# Усмихни се за мен
Усмихни се за мен е вторият студиен албум на българската поп и кънтри певица Росица Кирилова. Издаден е през 1985 г. от „Балкантон“ на дългосвиреща плоча (каталожен номер: ВТА 11671) и аудиокасета (каталожен номер: ВТМС 7179).